# Darkman
A Darkman 1990-es amerikai szuperhősfilm, amelyet Sam Raimi rendezett. A film egy Raimi által írt rövid történeten alapul, amely tisztelgés a Universal Studios által készített harmincas évekbeli horrorfilmek felé. A főszerepekben Liam Neeson, Larry Drake, Colin Friels és Frances McDormand láthatóak.
Mivel Raimi sem az Árnyék, sem a Batman jogait nem tudta megszerezni, így elkészítette saját szuperhősét. A filmet a Universal Studios készítette, a producer Robert Tapert volt, a filmet pedig Raimi, Ivan Raimi és Chuck Pfarrer írták.
A filmnek két direct-to-video folytatása készült: a Darkman II: The Return of Durant és a Darkman III: Die Darkman Die, illetve akciófigurák, képregények és videojátékok is készültek. A folytatásokban már nem Neeson alakította Darkmant.
A filmet Los Angelesben és Torontóban forgatták.

## Cselekmény
A film Dr. Peyton Westlake tudósról szól, akit egy maffiafőnök megtámad és elcsúfít, miután Westlake barátnője szerez egy dokumentumot, amely egy korrupt üzletemberről szól. Megpróbálja a sérüléseit meggyógyítani, de nem jár sikerrel, és szuperképességeket szerez. Célja, hogy levadássza azokat, akik elcsúfították őt.

## Szereplők
| Karakter                  | Színész                  | Szinkronhang         |
| ------------------------- | ------------------------ | -------------------- |
| Peyton Westlake (Darkman) | Liam Neeson              | Szabó Sipos Barnabás |
| Julie Hastings            | Frances McDormand        | Pápai Erika          |
| Louis Strack, Jr.         | Colin Friels             | Gergely Róbert       |
| Robert G. Durant          | Larry Drake              | Reviczky Gábor       |
| Yakitito                  | Nelson Mashita           | Rosta Sándor         |
| Eddie Black               | Jessie Lawrence Ferguson | Papp János           |
| Rudy Guzman               | Rafael H. Robledo        |                      |
| Skip                      | Dan Hicks                |                      |
| Rick                      | Ted Raimi                | Czvetkó Sándor       |
| Smiley                    | Dan Bell                 |                      |
| Pauly                     | Nicholas Worth           |                      |
| Martin Katz               | Aaron Lustig             |                      |
| Hung Fat                  | Arsenio 'Sonny' Trinidad | Pusztai Péter        |
| Convenience Store Clerk   | Said Faraj               |                      |
| Kínai harcos              | Nathan Jung              |                      |
| Kínai harcos              | Professor Toru Tanaka    |                      |
| Doktornő                  | Jenny Agutter            | Szabó Éva            |

## Fogadtatás
Bemutatkozó hétvégéjén 8 millió dolláros bevételt hozott. Világszerte pedig 48.8 millió dollárt hozott a pénztáraknál.
A Rotten Tomatoes honlapján a film 84%-ot szerzett. A Metacritic honlapján 65 pontot ért el.
A Los Angeles Times kritikusa, Michael Wilmington szerint a Darkman volt az egyetlen film a maga idejében, amely sikeresen megragadta a képregények kinézetét, ritmusát és stílusát. A Rolling Stone kritikusa, Peter Travers szerint "Raimi élőszereplős képregénye megpróbálja ötvözni a félelmet a nevetéssel. Sikerül is neki." A USA Today három ponttal jutalmazta a négyből. A Time magazin kritikusa, Richard Corliss szerint "Raimi nem hatásos a színészeivel, és a párbeszéd is mellőzi az okos fordulatokat, de a vizuális értéke elviszi a hátán a filmet. Joe Brown a The Washington Postnak írott kritikájában úgy fogalmazott, hogy a "Darkman egy frenetikus vidámparki járat, amelyen egyszerre fogsz nevetni és ordítani". A Washington Post másik kritikusa, Rita Kempley szintén pozitívan nyilatkozott a filmről. Gene Siskel és Roger Ebert az At the Movies című műsorukban "két felfelé mutató ujjal" ("two thumbs up") értékelték. Kritikájukban megjegyezték, hogy Darkman karaktere "érdekes" volt.
Az Empire magazin kritikusa, Ian Nathan szerint a film "nem Raimi legjobb filmje, de a szuperhős műfajra való utalások és a jó effektek megteszik a hatásukat." A People kritikusa, Ralph Novak szerint a Darkman egy "hangos, szadista, hülyén megírt, borzalmas színészi teljesítménnyel bíró film."
Peter David képregényíró szerint a Darkman a "tökéletes szuperhősfilm", azonban nem az átlag minőség miatt gondolta így.
Az IMDb oldalán 6.4 pontot ért el a tízből, míg a Port.hu oldalán 7.7 pontot ért el a tízből.